# Agnack Grand
Pour les articles homonymes, voir Agnac et Grand.
Agnack Grand est un village du Sénégal situé en Casamance dans le sud du pays. Il fait partie de la communauté rurale d'Adéane, dans l'arrondissement de Niaguis, le département de Ziguinchor et la région de Ziguinchor.
Lors du dernier recensement (2002), le village comptait 114 habitants et 16 ménages.